# Cryptanura politigaster
Cryptanura politigaster là một loài tò vò trong họ Ichneumonidae.